# Бредецел (Димбовіца)
Бредецел (рум. Brădățel) — село у повіті Димбовіца в Румунії. Входить до складу комуни Пукень.
Село розташоване на відстані 104 км на північний захід від Бухареста, 31 км на північний захід від Тирговіште, 57 км на південний захід від Брашова.

## Населення
За даними перепису населення 2002 року у селі проживали 70 осіб, усі — румуни. Усі жителі села рідною мовою назвали румунську.